# Moon Geun Young
Moon Geun Young, južnokorejska filmska igralka, * 6. maj 1987, Gwangju, Južna Koreja.

## Filmografija
- 1999 길 위에서 (Na poti)
- 2002 연애소설 (Koncert ljubimcev) (kot sestra Ji-hwana)
- 2003 장화·홍련 (Zgodba o dveh sestrah) (kot Bae Su-yeon)
- 2004 어린 신부 (Moja mala nevesta) (kot Suh Boeun)
- 2005 댄서의 순정 (Nedolžni koraki) (kot Jang Chae-ryn)
- 2006 사랑따윈 필요 없어 (Ne ljubi me) (kot Ryu Min)